# The Boy Named If
The Boy Named If es el trigésimo segundo álbum de estudio del músico británico Elvis Costello and The Imposters. El álbum fue publicado el 14 de febrero de 2022 por EMI Records y Capitol Records.

## Recepción de la crítica
El álbum recibió críticas generalmente positivas. En Metacritic, The Boy Named If obtuvo un puntaje promedio de 83 sobre 100, basado en 15 críticas, lo cual indica “aclamación universal”.

## Lista de canciones
Todas las canciones escritas y compuestas por Elvis Costello. 
| Lista de canciones de The Boy Named If |                                               |          |  |
| N.º                                    | Título                                        | Duración |  |
| 1.                                     | «Farewell, OK»                                | 2:54     |  |
| 2.                                     | «The Boy Named If»                            | 4:24     |  |
| 3.                                     | «Penelope Halfpenny»                          | 2:57     |  |
| 4.                                     | «The Difference»                              | 3:45     |  |
| 5.                                     | «What If I Can't Give You Anything But Love?» | 4:03     |  |
| 6.                                     | «Paint the Red Rose Blue»                     | 4:46     |  |
| 7.                                     | «Mistook Me for a Friend»                     | 4:13     |  |
| 8.                                     | «My Most Beautiful Mistake»                   | 4:47     |  |
| 9.                                     | «Magnificent Hurt»                            | 3:13     |  |
| 10.                                    | «The Man You Love to Hate»                    | 4:53     |  |
| 11.                                    | «The Death of Magic Thinking»                 | 3:31     |  |
| 12.                                    | «Trick Out the Truth»                         | 4:53     |  |
| 13.                                    | «Mr. Crescent»                                | 3:39     |  |

## Créditos
Músicos
- Elvis Costello – voz principal y coros, guitarra (todas las canciones); piano (6)
- Davey Faragher – voces adicionales, bajo eléctrico (todas las canciones); contrabajo (12)
- Pete Thomas – batería, percusión
- Steve Nieve – teclado, piano
- Sebastian Krys – coros (3, 4)
- Nicole Atkins – voces adicionales (8)

Personal técnico
- Elvis Costello – productor
- Sebastian Krys – productor, mezcla de audio, ingeniero de audio
- Brian Lucey – masterización
- Daniel Galindo – ingeniero de audio
- Ron Taylor – ingeniero de audio
- Dex Green – grabación (8)

## Posicionamiento
| Gráficas (2022)                            | Pico de posición |
| ------------------------------------------ | ---------------- |
| Austria (Ö3 Austria Top 40)                | 47               |
| Bélgica (Flandes) (Ultratop 200 Albums)    | 20               |
| Bélgica (Valonia) (Ultratop 200 Albums)    | 149              |
| Alemania (Offizielle Top 100)              | 41               |
| Irlanda (IRMA)                             | 55               |
| Escocia (Scottish Albums Chart)            | 1                |
| Suiza (Schweizer Hitparade)                | 15               |
| Reino Unido (UK Albums Chart)              | 6                |
| Estados Unidos (Billboard 200)             | 200              |
| Estados Unidos (Billboard Top Rock Albums) | 34               |